# 陳東 (宋朝)

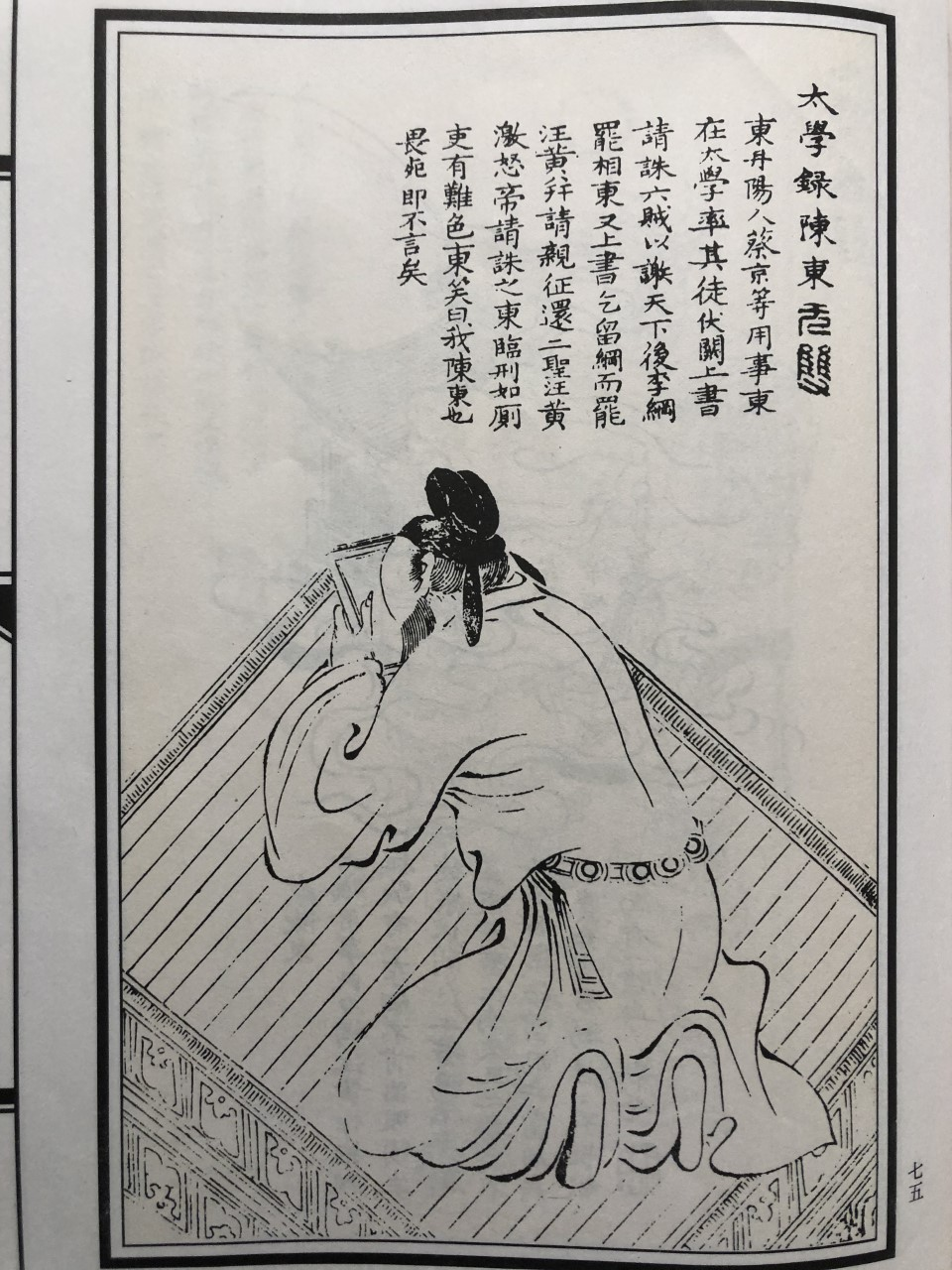
陈东上书

陳東（1086年—1127年），字少陽，鎮江丹陽人，宋朝政治人物。

## 生平
生於北宋元祐元年（1086年），十七歲（1103年）入學，徽宗政和三年（1113年）入太學。
宣和七年（1125年）十月二十七日上書請誅蔡京、王黼、童貫、朱勔、李彥、梁師成等“六賊”，以謝天下。
宋高宗建炎元年（1127年），上書乞留李綱，而罷黃潛善、汪伯彥等人，以為“欲復中原以定大計，非李綱不可”，從者數萬。同年八月，江西撫州（今撫州）人歐陽澈亦上書指責高宗“宮禁寵樂”，潛善大怒，谗於高宗，二十五日與澈同斬於應天府（今河南商丘），兩人的首級被懸掛在市門上，幾天後，李猷等人設法出資贖回屍身，用棺盛斂，丹阳同乡胡中行护柩以还，葬于丹阳市东郊桐村（大贡村松树山西南隅）。雖然政府將參與民眾數人判決死刑，但也因民意所迫，改變一些外交和內政政策。歷史學家周策縱指，「這是中國有史以來在校的學生領導平民干涉外交政策的一個顯著例子」。
第二年，高宗為陳東平反。绍兴四年（1134年），高宗追赠陈东为朝奉郎、秘阁修撰，赐钱五百缗、祭墓田四十顷。

## 著作
- 《少陽集》、《建炎两朝见闻录》
- 明代天啟五年賀懋忠刻有《陳少陽先生文集》十卷
- 《宋史》卷四五五有傳。

## 纪念物
- 丹阳市埤城镇大贡村陈东墓
- 丹阳市陵口镇陈东祠堂
- 丹阳市少阳中学

## 后人
- 陈嗣宗生有四子，幼子陈明，由越塘迁往珥陵花家渡。陈明为花家渡陈氏始祖。[原創研究？]